# 王沔
王沔（950年—992年），字楚望，宋朝初年齐州（今山东省济南市）人。宋太宗时参知政事。
太平兴国初年，王沔中进士，担任大理评事。太平兴国四年（979年），宋太宗亲征北汉太原，王沔于行在跟随，授为著作郎、直史馆，转任右拾遗，出任为京西（治所在今河南省洛阳市）转运副使。太平兴国五年（980年），加右补阙、知怀州（治所在今河南省沁阳市）。太平兴国八年（983年），王沔与宋白等同知贡举，擢升为膳部郎中、枢密直学士。转任右谏议大夫、同签书枢密院事。雍熙元年（984年），改左谏议大夫、枢密副使。端拱元年（988年），担任户部侍郎、参知政事（副相）。他聪敏善辩，善决政事，但是性情苛刻，少诚信，恃恩招权，对待士大夫好像吏卒，与张齐贤、陈恕关系不好。淳化二年（991年），罢职。淳化三年（992年），与谢泌等同知京朝官考课，立法苛察，以求宋太宗再次任用。暴病而亡，赠工部尚书。

## 延伸阅读
[在维基数据编辑]
 《宋史·卷266》，出自脱脱《宋史》